# De Hoop (Rijswijk)
De windkorenmolen De Hoop staat aan de Molenweg in Rijswijk in de Nederlandse provincie Gelderland. Het is een ronde stenen grondzeiler uit de eerste helft van de 18e eeuw, die een eerdere molen verving. De Hoop staat in de uiterwaarden van de Lek. De molen is in 2003 voor het laatst gerestaureerd en maalt tegenwoordig met 1 koppel blauwe stenen veevoer op vrijwillige basis.
De molen is particulier bezit en is in principe elke eerste zaterdagochtend van de maand te bezichtigen.